# Niedośpian

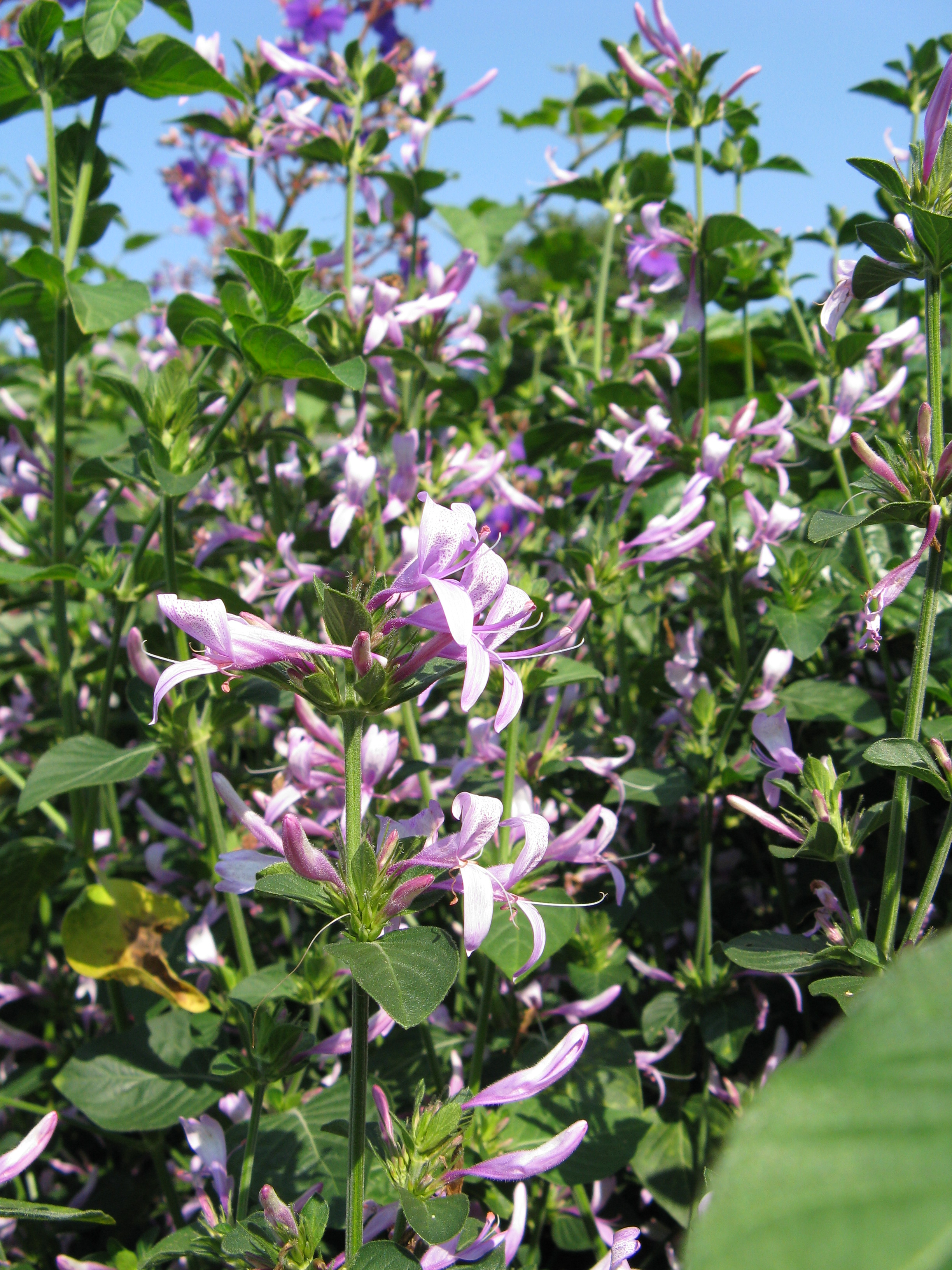
Hypoestes aristata

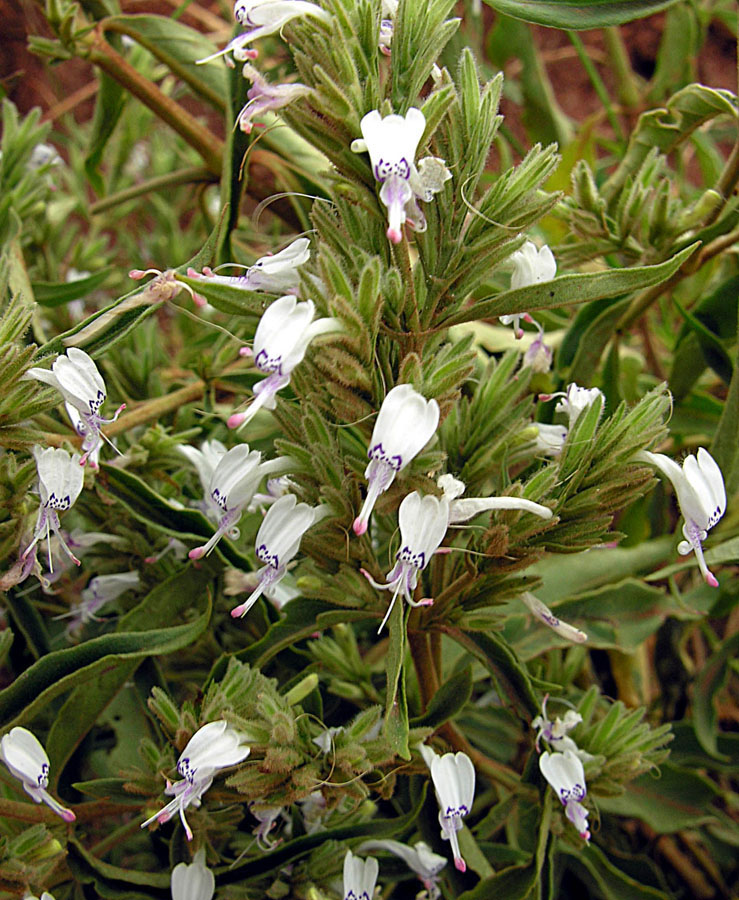
Hypoestes forskaolii

Niedośpian (Hypoestes Sol. ex R.Br.) – rodzaj roślin należących do rodziny akantowatych (Acanthaceae). Obejmuje ok. 150 gatunków (138 gatunków zweryfikowanych wymienia baza taksonomiczna Kew Gardens), przy czym niektóre źródła zaliczają tu tylko ok. 40 gatunków. Rośliny te występują (niezależnie od ujęcia) w strefie tropikalnej Afryki i Azji (cała Afryka Subsaharyjska z Madagaskarem, gdzie rodzaj jest najbardziej zróżnicowany, południowa część Półwyspu Arabskiego, Azja Południowo-Wschodnia od Indii po Filipiny).
Popularnie uprawianym przedstawicielem rodzaju jest niedośpian kłosolistny H. phyllostachya – w strefie klimatu ciepłego sadzony jako roślina ogrodowa, a w klimacie umiarkowanym – jako szklarniowa, doniczkowa lub w ogrodach jako roślina jednoroczna. Walorem ozdobnym tego gatunku są efektownie nakrapiane i plamiaste liście. Dla ozdobnych, gęstych kwiatostanów uprawia się także H. aristata. Ten ostatni gatunek uprawiany jest także jako surowiec do pozyskania dwóch alkaloidów o działaniu alkilującym (→ leki alkilujące). Rośliny z tego rodzaju zawierają zresztą szereg substancji czynnych o rozmaitych działaniach (cytotoksycznym, antyseptycznym, antymalarycznym, antyoksydacyjnym, wykorzystywane przeciw leiszmaniozie i świdrowcom) i stosowanych w szerokim i różnorodnym zakresie w tradycyjnej medycynie ludowej.
Naukowa nazwa rodzajowa utworzona została z greckiego słowa oznaczającego tunikę i bieliznę, prawdopodobnie ze względu na obecność „podwójnego kielicha” (drobny, bloniasty kielich otulony jest przez przysadki), w każdym razie ta cecha budowy była powodem wyodrębnienia rodzaju przez pierwszego autora – Daniela Solandera z rodzaju jakobinia Justicia (współautorem nazwy jest Robert Brown, który opublikował manuskrypt Solandera).

## Morfologia

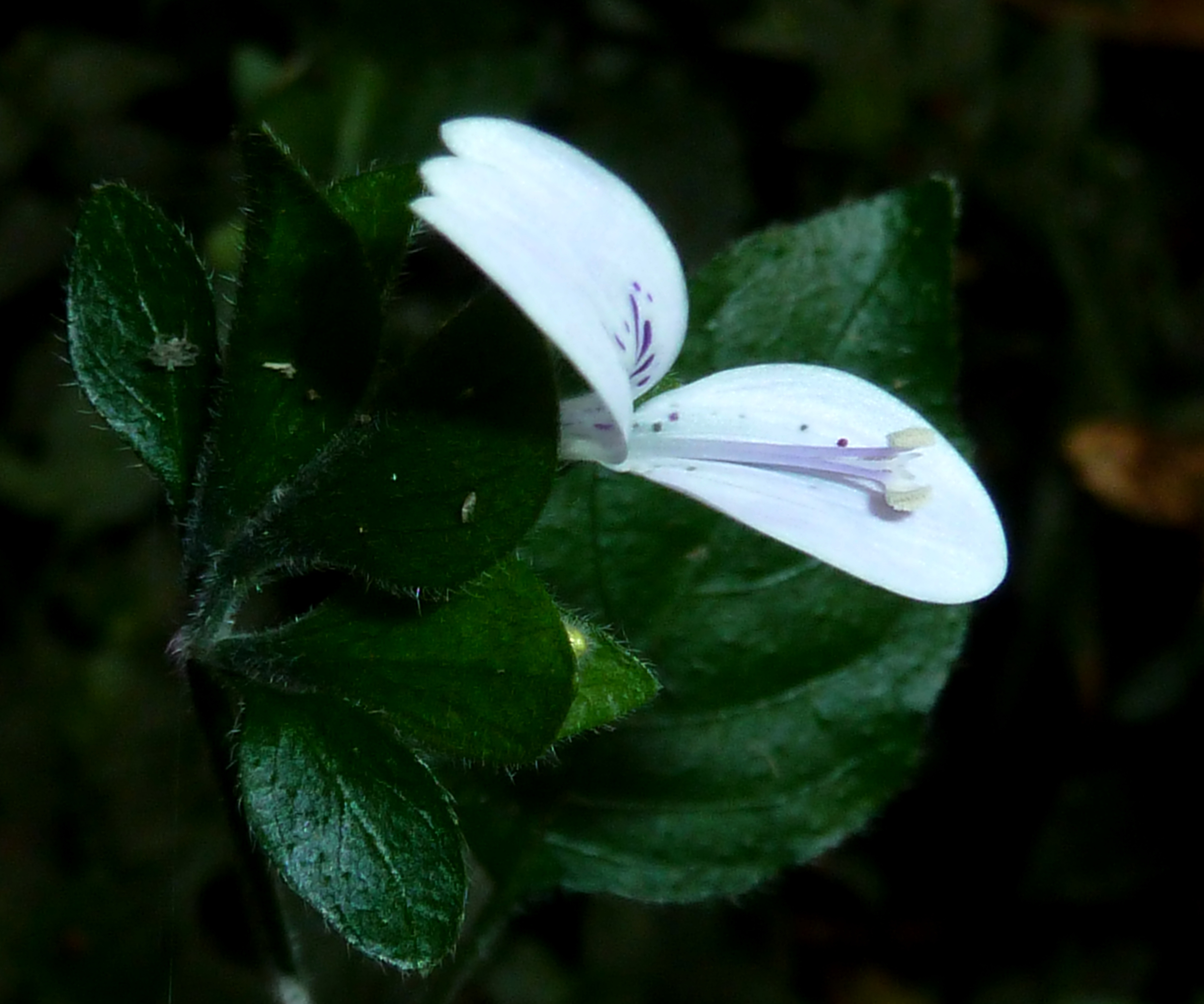
Kwiat Hypoestes triflora

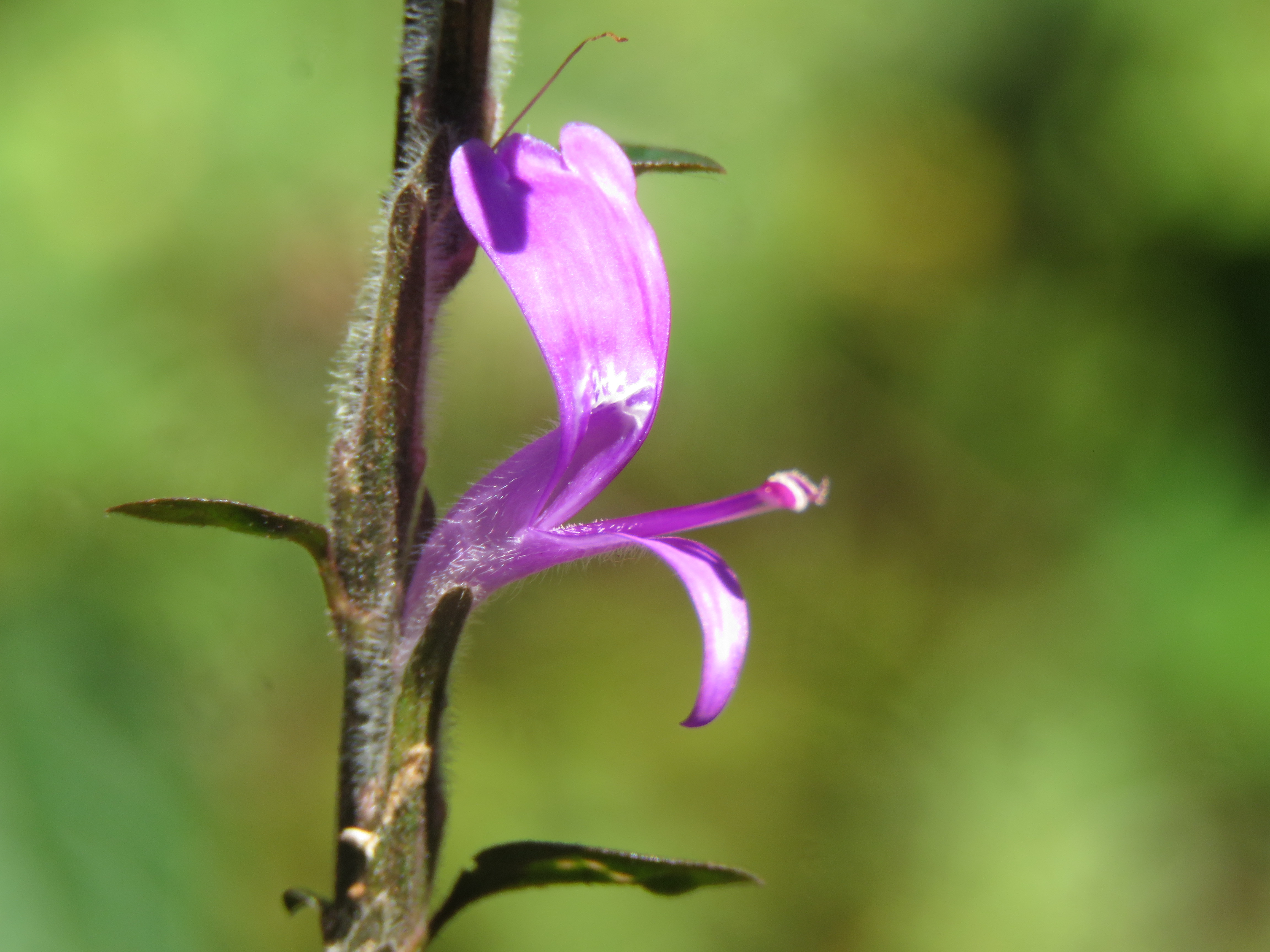
Kwiat niedośpiana kłosolistnego

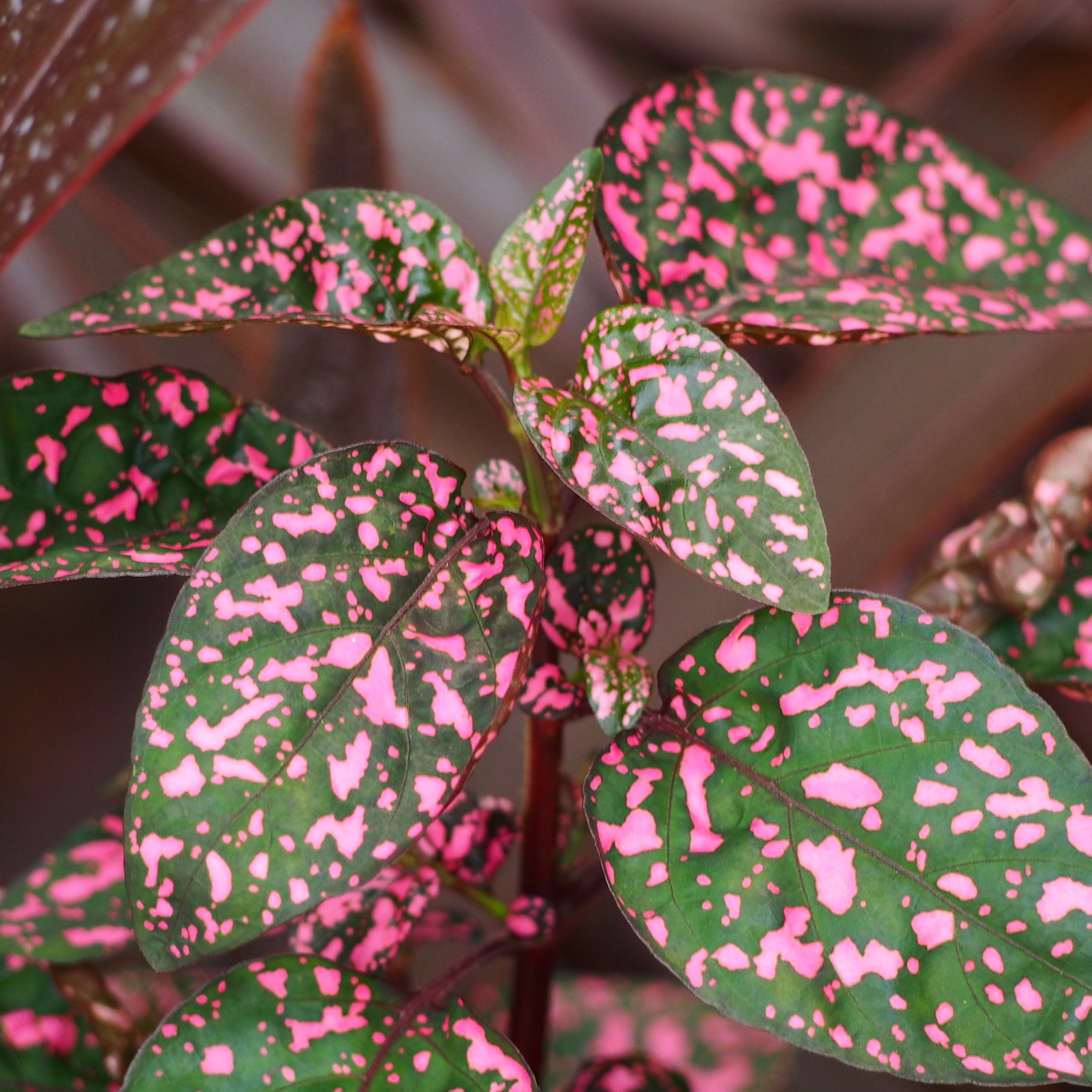
Odmiana 'Rose Splash' niedośpiana kłosolistnego

PokrójZimozielone (zazwyczaj) krzewy, półkrzewy i zielne rośliny wieloletnie, czasem jednoroczne o pędach prosto wzniesionych lub podnoszących się. Łodygi kanciaste (czasem ostro) lub bruzdowane. Rośliny zawierają cystolity.
LiścieNakrzyżległe, ogonkowe, całobrzegie lub ząbkowane.
KwiatyZebrane w szczytowe lub wyrastające w kątach liści kłosy, czasem tworzące kwiatostany złożone (kłosy rozgałęziające się) lub zebrane w wierzchotki wyrastające w kątach liści. Kwiaty wsparte są przysadkami zwykle 4 lub więcej, tworzącymi dwie lub więcej par, zwykle przytulnych do siebie wzajemnie i obejmujących pojedyncze lub większą liczbę kwiatów. Kielich jest drobny, błoniasty, zwykle osłonięty przez przysadki, tworzony jest przez pięć zrośniętych u dołu działek, które mają podobną wielkość. Płatki korony są zrośnięte w dole tworząc skręconą o 180°, stopniowo rozszerzającą się rurkę zakończoną dwiema wargami. Górna warga (znajdująca się w dolnej pozycji) jest dwułatkowa, a dolna (w górnej pozycji) trójłatkowa (łatki płytkie, w postaci ząbków). Korona ma barwę fioletową, różową lub białawą, często z ciemniejszym wzorem wewnątrz. Pręciki dwa, wystające z gardzieli korony, zawierają charakterystyczne, jednoworkowe pylniki. Zalążnia górna, jajowata, dwukomorowa, z dwoma zalążkami w każdej z komór. Szyjka słupka nitkowata, pojedyncza zakończona dwudzielnym znamieniem, wystająca z gardzieli korony.
OwoceTorebki osadzone na krótkich szypułkach zawierające dwa lub cztery nasiona o łupinie gładkiej lub ornamentowanej.

## Systematyka
Rodzaj z plemienia Justicieae z podrodziny Acanthoideae w obrębie rodziny akantowatych Acanthaceae. W obrębie plemienia najbliżej spokrewnione i podobne są rośliny z rodzajów Peristrophe i Dicliptera, z którymi niedośpian tworzy podplemię Diclipterinae.
Wykaz gatunków
- Hypoestes acuminata Baker
- Hypoestes aldabrensis Baker
- Hypoestes andamanensis Thoth.
- Hypoestes angusta Benoist
- Hypoestes angustilabiata Benoist
- Hypoestes anisophylla Nees
- Hypoestes arachnopus Benoist
- Hypoestes aristata (Vahl) Sol. ex Roem. & Schult.
- Hypoestes bakeri Vatke
- Hypoestes betsiliensis S.Moore
- Hypoestes bojeriana Nees
- Hypoestes bosseri Benoist
- Hypoestes brachiata Baker
- Hypoestes calycina Benoist
- Hypoestes cancellata Nees
- Hypoestes canescens Hedrén & Thulin
- Hypoestes capitata Boivin ex Benoist
- Hypoestes carnosula Chiov.
- Hypoestes catatii Benoist
- Hypoestes caudata Benoist
- Hypoestes celebica Bremek.
- Hypoestes cephalotes Link
- Hypoestes cernua Nees
- Hypoestes chloroclada Baker
- Hypoestes chlorotricha (Bojer ex Nees) Benoist
- Hypoestes cinerascens Benoist
- Hypoestes cochlearia Benoist
- Hypoestes comorensis Baker
- Hypoestes comosa Benoist
- Hypoestes complanata Benoist
- Hypoestes confertiflora Merr.
- Hypoestes congestiflora Baker
- Hypoestes corymbosa Baker
- Hypoestes cruenta Benoist
- Hypoestes cumingiana (Nees) Fern.-Vill.
- Hypoestes decaisneana Nees
- Hypoestes decaryana Benoist
- Hypoestes diclipteroides Nees
- Hypoestes discreta S.Moore
- Hypoestes ecbolioides I.Darbysh.
- Hypoestes egena Benoist
- Hypoestes elegans Nees
- Hypoestes elliotii S.Moore
- Hypoestes erythrostachya Benoist
- Hypoestes fascicularis Nees
- Hypoestes fastuosa R.Br.
- Hypoestes flavescens Benoist
- Hypoestes flavovirens Benoist
- Hypoestes flexibilis Nees
- Hypoestes floribunda R.Br.
- Hypoestes forskaolii (Vahl) R.Br.
- Hypoestes glandulifera Scott Elliot
- Hypoestes gracilis Nees
- Hypoestes halconensis Merr.
- Hypoestes hastata Benoist
- Hypoestes hirsuta Nees
- Hypoestes humbertii Benoist
- Hypoestes humifusa Benoist
- Hypoestes incompta Scott Elliot
- Hypoestes inconspicua Balf.f.
- Hypoestes involucrata Roem. & Schult.
- Hypoestes isalensis Benoist
- Hypoestes jasminoides Baker
- Hypoestes juanensis Benoist
- Hypoestes kjellbergii Bremek.
- Hypoestes kuntzei C.B.Clarke ex Ridl.
- Hypoestes laeta Benoist
- Hypoestes lanata Dalzell
- Hypoestes larsenii Bremek.
- Hypoestes lasioclada Nees
- Hypoestes lasiostegia Nees
- Hypoestes leptostegia S.Moore
- Hypoestes longilabiata Scott Elliot
- Hypoestes longispica Benoist
- Hypoestes longituba Benoist
- Hypoestes loniceroides Baker
- Hypoestes macilenta Benoist
- Hypoestes maculosa Nees
- Hypoestes malaccensis Wight
- Hypoestes mangokiensis Benoist
- Hypoestes merrillii C.B.Clarke ex Elmer
- Hypoestes mindorensis Merr.
- Hypoestes mollior C.B.Clarke ex S.Moore
- Hypoestes mollissima (Vahl) Nees
- Hypoestes multispicata Benoist
- Hypoestes nummularifolia Baker
- Hypoestes obtusifolia Baker
- Hypoestes oppositiflora Benoist
- Hypoestes oxystegia Nees
- Hypoestes palawanensis C.B.Clarke
- Hypoestes parvula Benoist
- Hypoestes perrieri Benoist
- Hypoestes phyllostachya Baker
- Hypoestes poilanei Benoist
- Hypoestes poissonii Benoist
- Hypoestes polythyrsa Miq.
- Hypoestes populifolia Miq.
- Hypoestes potamophila Heine
- Hypoestes psilochlamys Bremek. – niedośpian kłosolistny
- Hypoestes pubescens Balf.f.
- Hypoestes pubiflora T.Anderson ex R.Baron
- Hypoestes pulchra Nees
- Hypoestes purpurea (L.) R.Br.
- Hypoestes radicans Deflers
- Hypoestes richardii Nees
- Hypoestes rodriguesiana Balf.f.
- Hypoestes rosea P.Beauv.
- Hypoestes saboureaui Benoist
- Hypoestes salajeriana Bremek.
- Hypoestes salensis Benoist
- Hypoestes saxicola Nees
- Hypoestes scoparia Benoist
- Hypoestes serpens (Vahl) R.Br.
- Hypoestes sessilifolia Baker
- Hypoestes setigera Benoist
- Hypoestes sparsiflora R.M.Barker
- Hypoestes spicata Nees
- Hypoestes stachyoides Baker
- Hypoestes stenoptera Benoist
- Hypoestes strobilifera S.Moore
- Hypoestes subcapitata C.B.Clarke
- Hypoestes taeniata Benoist
- Hypoestes tenuifolia Ridl.
- Hypoestes tenuis Merr.
- Hypoestes tetraptera Benoist
- Hypoestes teucrioides Nees
- Hypoestes teysmanniana Miq.
- Hypoestes thomsoniana Nees
- Hypoestes thothathrii Vasudeva Rao & Chakrab.
- Hypoestes transversa Benoist
- Hypoestes triflora (Forssk.) Roem. & Schult.
- Hypoestes tubiflora Benoist
- Hypoestes unilateralis Baker
- Hypoestes urophora Benoist
- Hypoestes vagabunda Benoist
- Hypoestes vidalii C.B.Clarke
- Hypoestes viguieri Benoist
- Hypoestes warpurioides Benoist